# Seznam členů československého Federálního shromáždění po volbách v roce 1992
Toto je seznam členů Federálního shromáždění po volbách v roce 1992, kteří v tomto nejvyšším zákonodárném sboru Československa zasedali až do zániku Československa v prosinci 1992.

## Abecední seznam poslanců Sněmovny lidu
Včetně poslanců, kteří nabyli mandát až dodatečně jako náhradníci (po rezignaci či úmrtí předchozího poslance). Za jménem uvedena stranická příslušnost, popřípadě příslušnost k poslaneckému klubu.

### A–H
- JUDr. Margita Adamčíková – SDĽ
- Ing. Anton Anderko – KDH
- prom. fyz. Ferenc Andrássy – Együttélés-MKDH (Együttélés)[1]
- Ing. István Bartakovics – Együttélés-MKDH (MKDH)[2]
- Miroslav Bartošek – ODS-KDS (ODS)
- Jan Bartošík – ODS-KDS (ODS)
- JUDr. Michal Benčík, CSc. – SDĽ
- PhDr. Václav Benda – ODS-KDS (KDS)
- MUDr. Július Bobovnický – KDH
- Ing. Josef Borák – KDU-ČSL
- Ing. Martin Borovička – ODS-KDS (ODS)
- Mgr. Peter Bulík – HZDS
- Ing. Vladimír Buzalka – SDĽ
- Dušan Cinkota – SDĽ
- Ing. Jaroslav Cuhra – KDU-ČSL
- prof. PhDr. Václav Čada, DrSc. – LB (KSČM)
- Ing. Ivan Čarnogurský – KDH
- Ing. Jiří Čejka – LSU (SZ)
- MVDr. Josef Daněk – LSU (SZ)
- Ing. Andrej Daniel – HZDS
- Ing. Ivan Daniš – HZDS
- MUDr. Halina Dordová – LB (KSČM)
- Ing. Emil Dufala, CSc. – LSU (ZS)
- RNDr. Hana Entlerová – LB (KSČM)
- Miroslav Faldýn – ODS-KDS (ODS)
- Ing. Zdeněk Fikr – LSU
- JUDr. Vojtěch Filip – LB (KSČM)
- prof. Ing. Rudolf Filkus, CSc. – HZDS
- Ing. Ivan Foltýn – KDU-ČSL
- Anna Gajdošová – HZDS
- Rudolf Garaj – HZDS
- Dr. Ing. Stanislav Gawlik – Együttélés-MKDH (Együttélés)[3]
- doc. Ing. Stanislav Grohmann, CSc. – SDĽ
- Zdeněk Hába – LB (KSČM)
- Ing. Mojmír Hajník – ODS-KDS (ODS)
- Karel Heneš – LB (KSČM)
- Ing. Roman Hofbauer, CSc. – HZDS
- prof. PhDr. Jiří Horák – ČSSD
- František Houf – SPR-RSČ, pak nezařazený
- JUDr. PhDr. František Houška – ODS-KDS (ODS)
- MUDr. Dagmar Hrubá – ODS-KDS (ODS)
- RNDr. Ondřej Huml – ODS-KDS (ODS)
- Blanka Hyková – LSU (ČSS)

### CH–R
- Ing. Emanuel Chán – ČSSD
- Lotar Indruch – LB (DL ČSFR)
- MUDr. Michal Ivanovský – ODS-KDS (ODS)
- Ing. Julius Jančáry – ODS-KDS (ODS)
- JUDr. Zdeněk Jedinák – LB (KSČM)
- Ing. Jiří Jílek – ODS-KDS (ODS)
- Ing. Jaroslav Jurečka – ODS-KDS (ODS)
- Ing. Karol Karaba – HZDS
- MUDr. Jiří Karlovský – ODS-KDS (ODS)
- PhDr. Ivan Kaspar – ODS-KDS (ODS)
- JUDr. Ing. Jiří Kincl – LB (KSČM)
- prof. Ing. Václav Klaus, CSc. – ODS-KDS (ODS)
- MUDr. Jaromír Klimecký – ODS-KDS (KDS)
- Ing. Jozef Klokner – KDH
- MUDr. Jaroslav Klvač – SDĽ
- Ing. Jozef Kniebügl – HZDS
- MUDr. Karel Kobes – ČSSD
- Ing. Václav Kobliha – SPR-RSČ
- Ing. Martin Kocourek – ODS-KDS (ODS)
- doc. Ing. Valtr Komárek, DrSc. – ČSSD
- Ing. František Kondelík – LSU
- Jiří Konopáč – SPR-RSČ, pak nezařazený
- prof. JUDr. Martin Kontra – HZDS
- Ing. Tomáš Kopřiva – ODS-KDS (ODS)
- RSDr. Jiří Kopsa, CSc. – LB (KSČM)
- Ing. Jan Kostrhun – LSU (ZS)
- Jozef Kóša – HZDS
- Ing. Michal Kováč, CSc. – HZDS
- JUDr. Jiří Kovář – ODS-KDS (ODS)
- PhDr. Jan Krist – KDU-ČSL
- Erich Kříž – ODS-KDS (ODS)
- Ing. Pavol Kubičár – KDH
- PhDr. Jaromír Kuča – ČSSD
- doc. PhDr. Josef Kůta, CSc. – LB (KSČM)
- MUDr. Jaroslava Kvapilová, CSc. – LB
- MVDr. Jiří Lacina – ODS-KDS (ODS)
- MUDr. Jaroslav Lhotka – SPR-RSČ
- MVDr. Jiří Liška – ODS-KDS (ODS)
- Ing. Josef Lux – KDU-ČSL
- Michal Malý – ODS-KDS (ODS)
- Ing. Alena Martínková – SPR-RSČ, pak nezařazená
- Igor Máthé – HZDS
- prof. JUDr. Josef Mečl, CSc. – LB (KSČM)
- Ing. Karol Melocík – HZDS
- MUDr. Ján Mihálik  – SNS
- Ladislav Molnár – Együttélés-MKDH (Együttélés)[1]
- Miroslav Michalec – SNS
- Ing. Přemysl Michálek, CSc. – ODS-KDS (ODS)
- RNDr. Jozef Mikloško, DrSc. – KDH
- MUDr. Eva Mitrová, DrSc. – HZDS
- RNDr. Pavol Mitter, CSc. – HZDS
- doc. JUDr. Jozef Moravčík, CSc. – HZDS
- Ing. Víťazoslav Moric, CSc. – SNS
- Ing. Oldřich Musil – ODS-KDS (KDS)
- MUDr. Jiří Najbrt – ODS-KDS (ODS)
- RNDr. Igor Němec – ODS-KDS (ODS)
- Ing. Ivo Novotný, CSc. – LB (KSČM)
- Mgr. Jaroslav Orel – KDU-ČSL
- Ing. Péter Pázmány – Együttélés-MKDH (Együttélés)[1]
- Jana Petrová – ODS-KDS (ODS)
- MUDr. František Pillmann – ODS-KDS (ODS)
- Ing. Ivan Pištora – ODS-KDS (ODS)
- Mgr. Petr Pleva – ODS-KDS (ODS)
- Ing. Alexej Pludek – LB (KSČM)
- Ing. Peter Porubský – HZDS
- PhDr. Jiří Pospíšil – ODS-KDS (ODS)
- prom. práv. Petr Reček – ODS-KDS (ODS)
- Ing. Milan Rehák – HZDS
- Ing. Miroslav Richter, CSc. – ODS-KDS (ODS)
- PhDr. Marcela Rybková – ODS-KDS (KDS)
- Peter Ryška – HZDS

### S–Z
- PhDr. Miroslav Sládek – SPR-RSČ
- Věroslav Sláma – ODS-KDS (ODS)
- PhDr. Dušan Slobodník, CSc. – HZDS
- Ing. Zdeněk Smělík – KDU-ČSL (MOH)
- PhDr. Peter Socha – SNS
- Ing. Petr Spilka – ODS-KDS (ODS)
- Ing. Jozef Stank – SDĽ
- Ing. Jiří Stránský – ODS-KDS (ODS)
- Zdeněk Stránský – ČSSD
- RNDr. Jaroslav Suchánek – ODS-KDS (ODS)
- Ivan Sviták – LB
- Jiří Svoboda – LB (KSČM)
- René Svoboda – SPR-RSČ
- RSDr. Václav Svoboda – ČSSD
- JUDr. Filip Šedivý – ODS-KDS (ODS)
- Jozef Šedovič – SNS
- Ing. Mikuláš Šidík – SDĽ
- prof.Ing. Věněk Šilhán, CSc. – ČSSD
- Ing. Július Šimko – HZDS
- Vladimír Šucha – HZDS
- Ing. Peter Švec – SNS
- Jiří Švejda – LB (KSČM)
- Ing. Vladimír Tolar, CSc. – LB (KSČM)
- Ing. Ivo Toman – ODS-KDS (ODS)
- Ing. Branislav Trnkócy – SPR-RSČ
- Ing. Rudolf Tvaroška – SDĽ
- Ing. Miroslav Tyl – ODS-KDS (KDS)
- PaedDr. Igor Urban – HZDS
- doc. Radim Valenčík, CSc. – LB (KSČM)
- MUDr. Jaroslav Verner – ODS-KDS (ODS)
- Ing. Jozef Veverka, CSc. – HZDS
- Mgr. Jan Vidím – ODS-KDS (ODS)
- JUDr. Lubomír Voleník – ODS-KDS (ODS)
- Ing. Jan Zahradil – ODS-KDS (ODS)
- Ing. Ján Zán – SDĽ
- Ing. Miloš Zeman – ČSSD
- Ing. Vladimír Zeman – ODS-KDS (ODS)
- Ing. arch. Stanislav Žalud – ODS-KDS (ODS)
- Josef Žanda – ČSSD

## Abecední seznam poslanců Sněmovny národů
Včetně poslanců, kteří nabyli mandát až dodatečně jako náhradníci (po rezignaci či úmrtí předchozího poslance). Za jménem uvedena stranická příslušnost, popřípadě příslušnost k poslaneckému klubu.

### A–H
- Doc. RSDr. Ladislav Adamec, CSc. – LB (KSČM)
- Ing. Péter Bábi – Együttélés-MKDH (MKDH)[2]
- Ing. Peter Baco – HZDS
- MUDr. István Bajnok – Együttélés-MKDH (Együttélés)[1]
- Ing. Pavel Balík – ODS-KDS (ODS)[4]
- Ing. István Batta – Együttélés-MKDH (Együttélés)[1]
- Edita Bellušová – HZDS
- MUDr. Irena Belohorská – HZDS
- MUDr. Peter Beniač – SDSS
- Ing. Jaroslav Bernášek – ODS-KDS (ODS)
- MVDr. Tibor Bindas – HZDS
- RSDr. Peter Bohunický – SDĽ
- Ing. Michal Borguľa – SDĽ
- Ing. Zoltán Boros – Együttélés-MKDH (Együttélés)[1]
- Ing. Štefan Bošnák – KDH
- Ing. Ľubor Bystrický, CSc. – SDSS
- Doc. JUDr. Ján Cuper, CSc. – HZDS
- PhDr. Vítězslav Čech, CSc. – LB
- Ing. Augustin Čermák – ODS-KDS (ODS)
- akad. Milan Čič – HZDS
- PhDr. František Čupr – KDU-ČSL
- PhDr. Ján Danko – HZDS
- Ing. Pavel Delinga, CSc. – SDSS (RSS)
- Stanislav Devátý – ODS-KDS (ODS)
- Ing. Ľubomír Dolgoš – HZDS
- Pavel Dostál – ČSSD
- RSDr. Alexander Dubček – SDSS
- RNDr. Miklós Duray – Együttélés-MKDH (Együttélés)[1]
- Ing. Ladislav Dvořák – LSU (ČSS)
- Ing. Karel Dyba, CSc. – ODS-KDS (ODS)
- MUDr. Luděk Fiala – ODS-KDS (ODS)
- PhDr. Ivan Fišera – ČSSD
- Michaela Freiová – ODS-KDS (KDS)
- Ľudmila Gajdošíková – SDĽ
- Milan Gaľa – KDH
- Mgr. Petr Gandalovič – ODS-KDS (ODS)
- Ing. Ivan Gondáš – SNS
- Ing. Jaroslav Gongol, CSc. – LB (KSČM)
- doc. PhDr. Miroslav Grebeníček, CSc. – LB (KSČM)
- MUDr. Jozef Hajdák – KDH
- Ing. Imrich Hamarčák – HZDS
- Kamil Haťapka – SNS
- Mgr. René Havlík – SPR-RSČ
- MUDr. Júlia Hlavatá – HZDS
- Ing. Pavel Hofírek, CSc. – ODS-KDS (KDS)
- RNDr. Vilém Holáň – KDU-ČSL
- Ing. Vladimír Homola – HZDS
- Ing. Ján Hornyák – Együttélés-MKDH (MKDH)[2]
- Ing. Stanislav Hošek – ČSSD
- Ing. Pavol Hrivík, CSc.  – SNS
- Milan Hruška – ODS-KDS (ODS)

### CH–R
- Pavol Chalupek – HZDS
- Ing. Pavel Jajtner – KDU-ČSL
- MUDr. Ľubomír Javorský – HZDS
- prof. JUDr. Zdeněk Jičínský, DrSc. – ČSSD
- Tomáš Kádner – ODS-KDS (ODS)
- MUDr. PhDr. Kamil Kalina, CSc. – ODS-KDS (ODS)
- Doc. PhDr. Zdeněk Klanica, DrSc. – LB (KSČM)
- Ing. Jozef Klein, CSc. – SDSS
- prof. RNDr. Jan Kocourek, CSc. – ODS-KDS (ODS)
- Ing. Ivan Kočárník, CSc. – ODS-KDS (ODS)
- MUDr. Jan Korger – ODS-KDS (ODS)
- Ing. Libor Kostya – LB (KSČM)
- JUDr. Jaroslav Koutský – KDU-ČSL
- Marián Kováč – SDĽ
- Michal Kováč – HZDS
- MUDr. Roman Kováč, CSc. – HZDS
- Ing. Juraj Kováčik – SDĽ
- prof. PhDr. Ábel Kráľ, DrSc. – HZDS
- Josef Krejsa – SPR-RSČ
- MVDr. Božena Kremláčková – LB
- Ing. Marie Kristková – LSU (ZS)
- Ing. Peter Krivda – SNS
- PhDr.prof. Matúš Kučera, DrSc. – HZDS
- Ing. Miloslav Kučera – ODS-KDS (ODS)
- Petr Kučera – ČSSD
- JUDr. Dagmar Lastovecká – ODS-KDS (ODS)
- JUDr. Igor Lenský – SDĽ
- MUDr. Miroslav Macek – ODS-KDS (ODS)
- Zdeněk Malina – ODS-KDS (ODS)
- Dalibor Malíř – SPR-RSČ
- JUDr. PhDr. Zdeněk Masopust, DrSc. – LB (KSČM)
- MUDr. Jiří Maštálka – LB (KSČM)
- Pavol Mattoš – HZDS
- Pavel Měrák – LB (KSČM)
- Ing. Peter Mercell – HZDS
- Marcel Mihalik – SNS
- Ing. Július Minka, CSc. – HZDS
- Ing. Ivan Mjartan – HZDS
- Jaroslav Mlčák – ODS-KDS (ODS)
- Ing. Vladimír Moravčík, CSc. – SDSS
- Pavel Mozga – SPR-RSČ
- Karel Mráček – SPR-RSČ, pak nezařazený
- Aleš Mucha – LSU (SZ)
- Jozef Murgaš – SDĽ
- Ing. Rudolf Nemec, CSc. – HZDS
- Mgr. Štefan Nižňanský – SDĽ
- František Novák – ODS-KDS (ODS)
- PaedDr. Ján Novák – LB (KSČM)
- Karel Novák – ODS-KDS (ODS)
- Ing. Pavel Novák – ČSSD
- Jozefína Obšitníková – HZDS
- doc.JUDr. Jozef Olej, CSc. – SDĽ
- JUDr. Ladislav Orosz, CSc. – SDĽ
- Michal Padevět – ODS-KDS (ODS)
- Jozef Pauko – HZDS
- MUDr. Štefan Paulov – SNS
- Ing. Viera Pavlechová – SDĽ
- Oľga Pavúková – SNS
- PhDr. Václav Peřich – ODS-KDS (KDS)
- Ing. Ján Petrík – KDH
- prof. MVDr. Peter Popesko, DrSc. – SDĽ
- MUDr. Gabriela Pradová – KDH
- Ing. Miloslav Rajčan – HZDS
- Alojz Rajnič – KDH
- MUDr. Alojz Rakús – KDH
- MUDr. Jan Rambousek – ODS-KDS (ODS)
- PhDr. Miloslav Ransdorf, CSc. – LB (KSČM)
- Ing. Ján Repaský – SNS
- Ing. Zdeněk Rodr – LSU (ZS)
- Jan Ruml – ODS-KDS (ODS)

### S–Z
- MUDr. Klára Sárközy – Együttélés-MKDH (MKDH)[5]
- Ing. Jiří Schneider – ODS-KDS (ODS)
- Ján Smilka – HZDS
- Ján Smolec – HZDS
- Ing. Miloslav Soldát – ODS-KDS (ODS)
- Mgr. Emil Spišák – SNS
- Ing. Jan Starý – ODS-KDS (ODS)
- JUDr. Karol Stome – ODS-KDS (ODS)
- Mgr. Anton Straka – HZDS
- JUDr. Otília Šablicová – HZDS
- JUDr. Eduard Šimko – HZDS
- JUDr. Ing. Ivan Šimko – KDH
- Pavel Šmíd  – KDU-ČSL
- prof. JUDr. Milan Štefanovič, DrSc. – SDĽ
- prof. RNDr. Petr Štěpánek, DrSc. – ODS-KDS (ODS)
- Ing. Pavel Šustr – KDU-ČSL
- Zdeněk Švrček – ODS-KDS (ODS)
- Ing. Michal Tošovský – ODS-KDS (ODS)
- Ing. Petr Válka – SPR-RSČ
- Ing. Jan Veselka – LSU (ZS)
- PaedDr. Marie Vildová – LB (KSČM)
- Ing. Jan Vodehnal – LB (KSČM)
- Ing. Jindřich Vodička – ODS-KDS (ODS)
- JUDr. Josef Vondruška – LB (KSČM)
- Jozef Vrábel – HZDS
- MUDr. Vladimír Záhorský – ODS-KDS (ODS)
- RNDr. Ľubomír Zámiška – HZDS
- RNDr. Roman Zelenay, CSc. – HZDS
- PhDr. Jiří Zoufal – ODS-KDS (ODS)
- Doc. MUDr. Jaroslav Zvěřina, CSc. – ODS-KDS (ODS)

## Vysvětlení zkratek
- ČSS – Československá strana socialistická, kandidovala v rámci koalice LSU
- ČSSD – Československá sociální demokracie
- DL ČSFR – Demokratická levice ČSFR, kandidovala v rámci koalice Levý blok (LB)
- Együttélés – Együttélés, kandidovalo ve volební koalici s MKDH
- HZDS – Hnutie za demokratické Slovensko
- KDH – Kresťanskodemokratické hnutie
- KDS – Křesťanskodemokratická strana, kandidovala v rámci koalice ODS-KDS
- KDU-ČSL – Křesťanská a demokratická unie – Československá strana lidová
- KSČM – Komunistická strana Čech a Moravy, kandidovala v rámci koalice Levý blok (LB)
- LB – Levý blok, volební koalice tvořená subjekty Komunistická strana Čech a Moravy a Demokratická levice ČSFR
- LSU – Liberálně sociální unie, volební koalice tvořená subjekty Strana zelených, Zemědělská strana a Československá strana socialistická
- MKDH – Maďarské kresťanskodemokratické hnutie, kandidovalo ve volební koalici s Együttélés
- MKDH-Együttélés – Volební koalice tvořená formacemi Maďarské kresťanskodemokratické hnutie a Együttélés
- MOH – Moravské občanské hnutí, kandidovalo na kandidátní listině KDU-ČSL
- ODS – Občanská demokratická strana, kandidovala v rámci koalice ODS-KDS
- ODS-KDS – Volební koalice tvořená subjekty Občanská demokratická strana a Křesťanskodemokratická strana
- SDĽ – Strana demokratickej ľavice
- SDSS – Sociálnodemokratická strana na Slovensku
- SPR-RSČ – Sdružení pro republiku – Republikánská strana Československa
- SNS – Slovenská národná strana
- SZ – Strana zelených, kandidovala v rámci koalice LSU
- ZS – Zemědělská strana, kandidovala v rámci koalice LSU

## Související článek
- zánik Československa